# Lechura
Lechura (georgiska: ლეხურა) är ett vattendrag i Georgien. Det ligger i den centrala delen av landet, nordväst om huvudstaden Tbilisi.